# Bitwa pod Tondibi
Bitwa pod Tondibi – jedna z największych bitew w historii Maroka w XVI wieku, w której Dżudar Pasza (Judar Pasza) rozbił wojska kraju Songhaj. Klęska w tej bitwie spowodowała upadek państwa songhajskiego.
Songhajowie byli dominującą siłą w Afryce Zachodniej od ponad wieku, jednak pod koniec XVI wieku w kraju narastał kryzys polityczny, który spowodował osłabienie kraju. Tymczasem sułtan Maroka, Ahmad I al-Mansur, interesował się kopalniami złota w Songhaju, gdyż potrzebował pieniędzy po bitwie pod Alcácer-Quibir.
Sułtan wysłał swoje wojska w październiku 1590 roku. Podróż trwała cztery miesiące. Judar Pasha wtargnął na terytorium królestwa Songhaj i zajął kopalnie soli w Taghazie.
W odpowiedzi na wtargnięcie wojsk marokańskich Askia Ishak II podjął przeciwdziałania, do konfrontacji obu armii doszło pod Tondibi. Armia songhajska była bezradna wobec uzbrojonej w broń palną armii marokańskiej i poniosła ciężkie straty.
Judar Pasha splądrował po zwycięstwie stolicę królestwa, Gao. Królestwo Songhaj zniknęło na zawsze z map. Maroko dopiero pod koniec XVI wieku wycofało stamtąd swoje siły.